# Don Lucas del Cigarral
Don Lucas del Cigarral és una gran sarsuela en 3 actes, amb llibret de Tomás Luceño i Carlos Fernández Shaw, a partir de l'obra Entre bobos anda el juego de Francisco Rojas Zorrilla i música d'Amadeu Vives, estrenada al Teatro Circo Parish de Madrid, el 18 de febrer de 1899. A Barcelona va veure la llum per primera vegada, el 21 de juny del mateix any, al Teatre Tívoli.

## Anàlisi de l'obra
En Don Lucas del Cigarral, Amadeo Vives va servir una partitura magnífica, extensa --vint-i-dos números--, cuidada en els seus aspectes tècnics i generosa d'inspiració, molt adequada al caràcter del text literari. Els temes melòdics contenen un lirisme elegant on s'adverteixen frases de notable originalitat, vitalitzades per una harmonització diversa que contribueix poderosament al clima de l'acció argumental. Particularment el preludi del segon acte i el duet de soprano i tenor del mateix acte són dignes d'assenyalar-se per la sòlida i bella construcció, sense oblidar l'endeuta del baix, la serenata i l'intermedi de l'acte tercer, peces que acrediten la mestria de Vives en època encara juvenil.

La més que insinuada força simfònica de la partitura de Don Lucas del Cigarral, va induir el mestre Joan Lamote de Grignon, director de la Banda Municipal de Barcelona, ha fer la instrumentació de quatre números que van formar una "suite" rebuda amb entusiastes aplaudiments cada vegada que s'interpretava. L'èxit de l'estrena de la sarsuela es va reflectir també en les critiques dels diaris madrilenys: 
| « | La música revela un compositor d'intel·ligència i cor gens vulgars. S'adapta magistralment al llibre en aquesta intima unió del poema i la música, que és al nostre parer l'ideal a què s'ha d'aspirar en tota obra lirico-dramàtica. | » |

diari La correspondencia de España. Per la seva part, El Heraldo afirmava que 
| « | A l'obra de Vives no existeix la melodia estreta i convencional dels melodistes, sinó la melodia plena de poesia i d'encant del ritme, de l'harmonia, de la instrumentació i de la situació. | » |

 I per no allargar les cites, diguem que L'Imparcial escrivia: 
| « | Vives ha arribat, i molt jove encara; presenteu-vos davant la vostra visita un rialler esdevenir sembrat de triomfs i de glòria. L'autor s'ha revelat com a compositor d'inspiració ufanosa i fàcil, alhora que com a tècnic profund. | » |

Aquestes són les opinions que Don Lucas del Cigarral va ser rebuda en els seus primers passos davant el públic i la critica.